# Adelardo de Bath
Adelardo de Bath (en latín Adelardus Bathensis) (Bath, ca. 1080 – Bath, ca. 1150) fue un científico y traductor  inglés del siglo XII. 

## Biografía
Es conocido principalmente por sus traducciones al latín de muchas obras científicas árabes importantes de astrología, astronomía, filosofía, alquimia y matemática, incluyendo antiguos textos griegos que solo existían como traducciones árabes y fueron así introducidos en Europa. Durante un periodo de siete años viajó por todo el África del Norte y Asia Menor. Estudió en Tours y pudo haber enseñado en Laon, si bien hay cierta disputa sobre esto último (Burnett 1987).
Se sitúa en la convergencia de tres escuelas intelectuales: La enseñanza tradicional de las escuelas francesas, la cultura griega del sur de Italia y la ciencia árabe de Oriente.
Viajó por Francia, Italia, Grecia, España y la "Tierra de las Cruzadas". En estos viajes tuvo acceso a los estudios árabes y cuando retornó a su Bath natal hacia 1126 lo hizo con la intención de difundir en el mundo latino el conocimiento que había adquirido en astronomía y geometría. 
Su obra más conocida es la de sus estudios arábicos, incluyendo los de al-Jwārizmī, recopilados bajo el título de Perdifficiles Quaestiones Naturales, impreso en masa por primera vez en 1472, con la forma de diálogo entre él mismo y un sobrino entre 1113 y 1133. En las Quaestiones Naturales muestra algún pensamiento original de corte científico, lanzando la pregunta de la forma de la Tierra (que él creía redonda) y de cómo permanece estacionaria en el espacio, y también la interesante pregunta de cuánto caería una roca si un agujero se cavase a través de la tierra y se lanzase por él (véase centro de gravedad). Teorizó que la materia no podía ser destruida (véase ley de conservación de la materia). También planteó la interesante pregunta de por qué el agua experimenta dificultades para salir fluyendo de un recipiente al que se da la vuelta (véase presión atmosférica y vacío). Muchas de las demás cuestiones planteadas reflejaban la cultura popular de la época.
Tradujo las tablas de al-Jwārizmī y una Introducción a la astronomía árabe. Escribió un tratado corto sobre el ábaco (Regulae abaci) y un tratado sobre el astrolabio. Tradujo Los elementos de Euclides al latín desde una traducción árabe del original griego. Probablemente Giovanni Campano tuvo acceso a la traducción de Adelardo de Los elementos, publicándose por primera vez su edición en Venecia en 1482 tras la invención de la imprenta, convirtiéndose tras ello en el principal libro de texto de las escuelas matemáticas europeas.
Escribió De Eodem et Diverso (‘De la identidad y la diferencia’) con forma de cartas dirigidas a su sobrino, una obra de filosofía que compara las virtudes de las siete artes liberales con intereses mundiales. Fue el fundador de la doctrina de la indiferencia (véase Escolástica).
La influencia de Adelardo de Bath se manifiesta en los trabajos de Robert Grosseteste y Roger Bacon. Aunque sus trabajos en filosofía natural quedan a la sombra de Aristóteles, ayudaron a poner los cimientos del progreso que vendría en los siglos siguientes. Aunque sus escritos originales muestran un interés sincero por las artes liberales escolásticas, su obra Quaestiones naturales deja ver una mayor inclinación hacia la física, las ciencias naturales y quizás, la metafísica. Su influencia es evidente en Guillermo de Conches, Hugo de San Víctor o Isaac de Stella. Adelardo introdujo el Álgebra en el mundo latino y sus comentarios sobre algunas partes de los Elementos de Euclides tuvieron mucha influencia en el siglo XIII. También muestra pensamiento original de tipo científico en sus especulaciones sobre la forma de la Tierra y su situación en el espacio, o su disquisición sobre una roca cayendo hacia el centro de la Tierra.
Campano de Novara tuvo acceso probablemente a la traducción de los Elementos hecha por Adelardo y fue la edición de Campano de esta obra la primera que se imprimió en Venecia en 1482 tras la invención de la imprenta. Esta obra se convirtió en el texto de enseñanza de Euclides en las escuelas de matemática en Europa Occidental hasta el siglo XVI.